# Végh Dezső (lapszerkesztő)
Végh Dezső (Nagyvárad, 1882. november 19. – Debrecen, 1953. március 13.) lapszerkesztő, alpolgármester.

## Élete
21 évesen két év börtönt szabtak ki rá antimilitarista propagandamunka miatt. 1905-ben Nagyváradon belépett a szociáldemokraták pártjába, 2 év múlva pedig már a Batthyány Ervin által vezetett anarchista csoporthoz tartozott. Áchim Liker András lapjának, a Paraszt Újságnak egyik szerkesztője volt, majd 1909-ben Erdélybe költözött, Kolozsvárra, ahol megismerkedett Kun Bélával. 4 év múlva egy pacifista röpirata (Miért kell küzdeni a hadsereg ellen?) miatt, melyet álnéven írt, perbe fogták és félévnyi börtönt szabtak ki rá. 
1914-ben a frontra küldték, ahonnan megszökött, és több mint két éven át illegalitásban élt, ez idő alatt szervezte az antimilitarista mozgalmat. 1917-ben lefogták, másfél év börtönt kapott, azonban katonai szolgálatra osztották, ekkor került kapcsolatba a forradalmi szocialistákkal, s az ellenük indított perben vádlott volt. Börtönbüntetésre ítélték, majd az őszirózsás forradalom idején kiszabadították. Novemberben már a KMP szervezésén munkálkodott, ezt követően 1919. februárjában Bihar, illetve Kolozs vármegyében szervezte a párt egyik lapját, a Nagyváradi Vörös Újságot. A kommün idején a nagyváradi direktórium tagja volt, emellett pedig közreműködött a helyi igazságszolgáltatásban; a nagyváradi forradalmi törvényszék vádbiztosa volt, s a bihari vörösezredben megalapította a Bihari Vörös Újságot is. 
A bukás után 1920-ban lefogták, három év börtönt kapott. Miután kiengedték, elköltözött Debrecenbe, és a szociáldemokrata mozgalomban működött. 1933-34-ben A Mi Utunk címmel periodikát adott ki, mely az illegálisan működő KMP egyik szócsöve lett. Emiatt ismét elítélték, rendőri felügyelet alá került. A második világháború után alapítója volt a debreceni MKP-nek, s a Debreceni Nemzeti Bizottságnak is tagja lett, továbbá az Ideiglenes Nemzetgyűlésbe is képviselőnek küldték. 1945 márciusától fogva két éven át Debrecen alpolgármestereként működött, majd nyugdíjba vonult, ám tanácstagként megmaradt haláláig.

## Művei
- Miért kell küzdeni a hadsereg ellen?; Hervé, Nagyvárad, 1913